# 奈良県道214号月瀬三ケ谷線
奈良県道214号月瀬三ケ谷線（ならけんどう214ごう つきがせみかだにせん）は、奈良県奈良市から山辺郡山添村に至る一般県道である。

## 概要
奈良市月ヶ瀬長引から山辺郡山添村大字三ケ谷に至る。

### 路線データ
- 起点：奈良市月ヶ瀬長引（奈良県道・京都府道753号月ヶ瀬今山線交点）
- 終点：山辺郡山添村大字三ケ谷（国道25号交点）

## 歴史
- 1961年（昭和36年） - 路線認定。

## 路線状況

### 重複区間
- 三重県道・奈良県道・京都府道82号上野南山城線（奈良市月ヶ瀬長引・月ヶ瀬梅林交差点 - 奈良市月ヶ瀬嵩・月ヶ瀬交差点）
- 京都府道・奈良県道4号笠置山添線（奈良市月ヶ瀬嵩）
- 奈良県道・三重県道80号奈良名張線（山辺郡山添村大字大塩）

### 道路施設

#### 橋梁
- 月ヶ瀬橋（名張川、奈良市）

## 地理

### 通過する自治体
- 奈良県
  - 奈良市 - 山辺郡山添村

### 交差する道路
| 交差する道路                                                                                           | 市町村名 | 市町村名 | 交差する場所 | 交差する場所     |
| --- | -------- | -------- | ------------ | ---------------- |
| 奈良県道・京都府道753号月ヶ瀬今山線                                                                    | 奈良市   | 奈良市   | 月ヶ瀬長引   | 起点             |
| 三重県道・奈良県道・京都府道82号上野南山城線 重複区間起点                                              | 奈良市   | 奈良市   | 月ヶ瀬長引   | 月ヶ瀬梅林交差点 |
| 京都府道・奈良県道4号笠置山添線 重複区間起点                                                           | 奈良市   | 奈良市   | 月ヶ瀬嵩     | 月ヶ瀬交差点     |
| 京都府道・奈良県道4号笠置山添線 重複区間終点 三重県道・奈良県道・京都府道82号上野南山城線 重複区間終点 | 奈良市   | 奈良市   | 月ヶ瀬嵩     |                  |
| 奈良県道276号山添月ヶ瀬梅林線                                                                          | 奈良市   | 奈良市   | 月ヶ瀬嵩     |                  |
| 奈良県道・三重県道80号奈良名張線 重複区間起点                                                          | 山辺郡   | 山添村   | 大字大塩     |                  |
| 奈良県道・三重県道80号奈良名張線 重複区間終点                                                          | 山辺郡   | 山添村   | 大字大塩     |                  |
| 奈良県道272号神野山公園線                                                                              | 山辺郡   | 山添村   | 大字助命     |                  |
| 奈良県道245号助命下荻線                                                                                | 山辺郡   | 山添村   | 大字助命     |                  |
| 国道25号 / 旧道                                                                                        | 山辺郡   | 山添村   | 大字三ケ谷   | 終点             |

### 沿線
- 月ヶ瀬梅林